# 顧金聲
顧金聲，江南人，清朝政治人物。捐职出身。
嘉庆五年四月，擔任清朝廣東省潮州府豐順縣知縣。后由彭之淳接任。